# 칸타쿠지노가

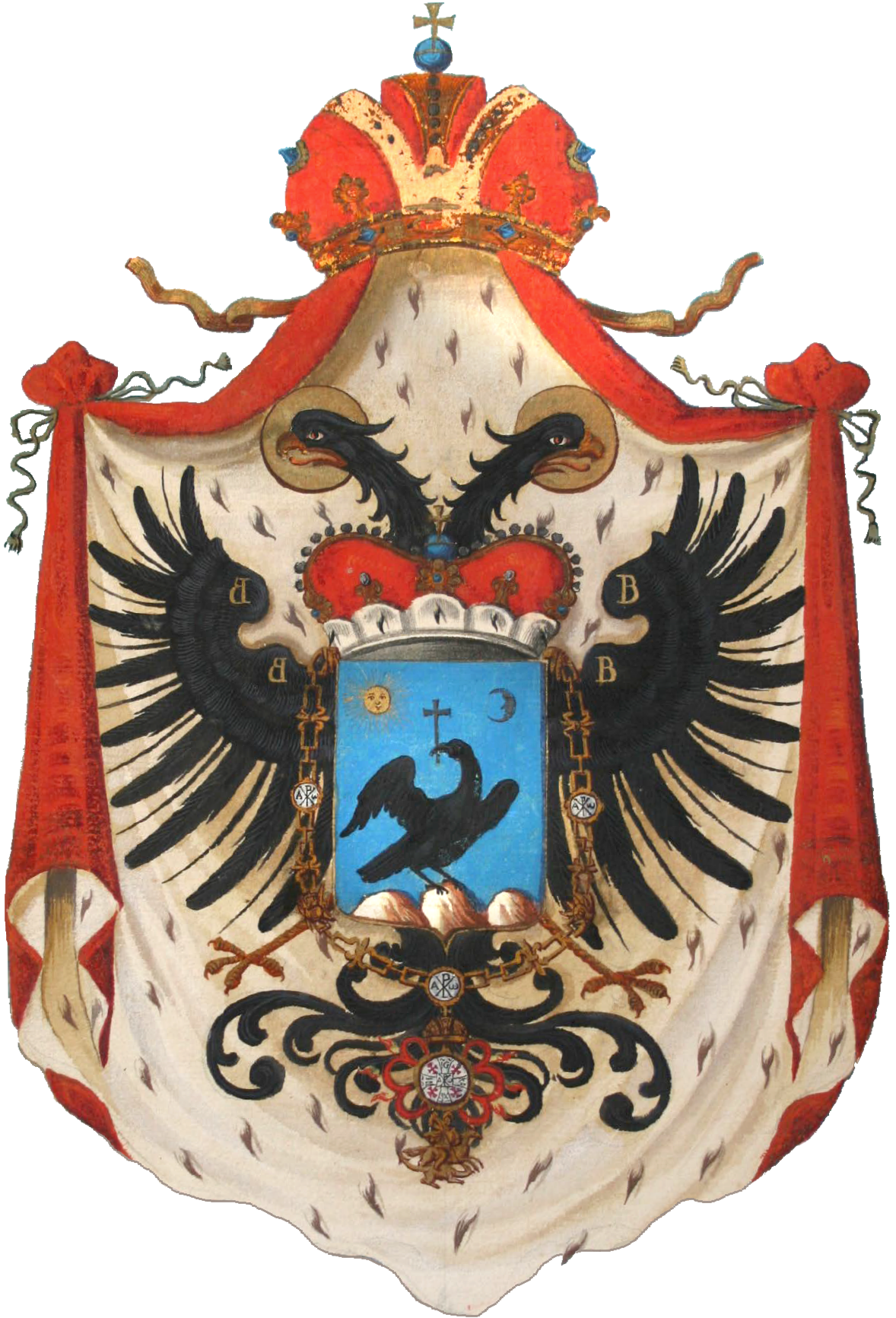
올테니아의 반 게오르게 칸타쿠지노의 문장

칸타쿠지노가(루마니아어: Cantacuzino)는 왈라키아 공국과 몰다비아 공국을 다스렸던 루마니아의 보야르 가문이었다. 칸타쿠지노가는 동로마 제국 황실인 칸타쿠지노스가의 후손이라고 주장하지만, 이 관점에 이의를 제기하는 의견들이 존재한다. 가문은 Șeitărești(변형은 Săitărești 또는 Șăitănești, șăitan 혹은 șeitan에서 유래됨, 뜻은 악마의 후손)로도 알려져 있다.
수세기 동안 가문의 구성원들은 시나이아 수도원, 콜체아 수도원과 코트로체니 수도원 등 많은 수도원을 세웠다.